# 奧林匹克航空411號班機
奧林匹克航空411號班機是由雅典伊立尼康國際機場（英語：Ellinikon International Airport）飛往美國約翰·甘迺迪國際機場的航班，由奧林匹克航空公司營運，該航班使用波音747-200執飛，1978年8月9日，該班機於雅典市中心附近墜毀，機上418名乘客和機組人員皆無受重傷。
波音公司介入调查，並說明飛機於起飛時「發動機意外關閉」。
根據飛行記錄器的資料顯示，波音公司得出結論，機組人員於起飛後秒因應警告系統關閉了飛機發動機上的水噴射系統，發動機因此降低了推力。若關閉水噴射系統，會限制發動機推力。但推力在起飛325秒後手動增加，隨後飛機正常爬升。
兩位機長Sifis Migadis和Kostas Fikardos設法將飛機保持在極低的高度上飛行，並且速度低於失速速度。波音公司針對此事故進行了模擬，所有模擬的結果均為墜毀。

## 航班資料

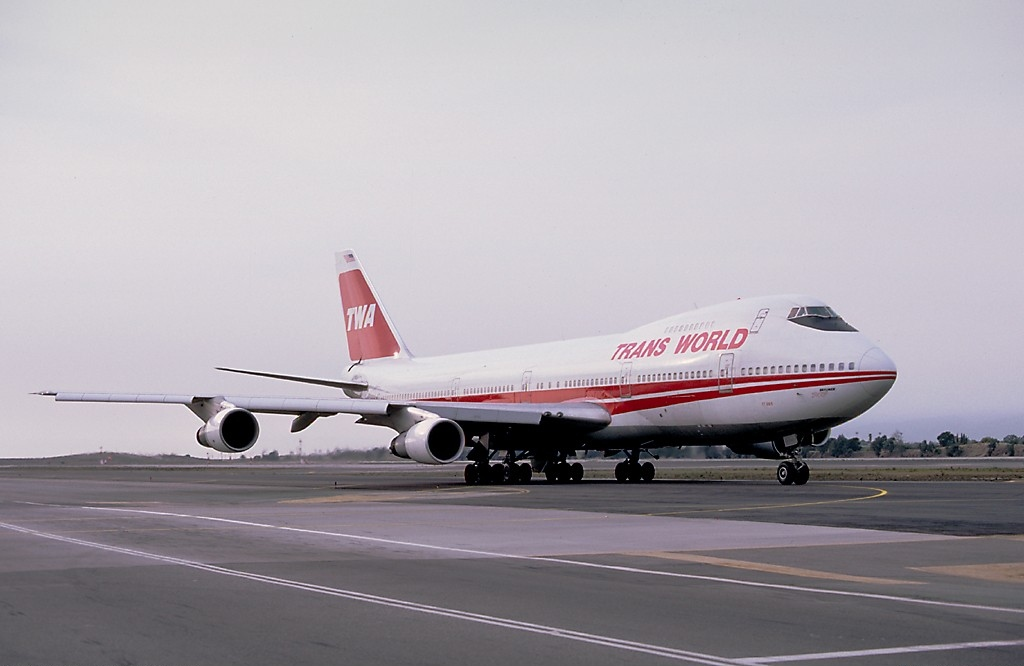
事發客機於1985年4月出售予環球航空。圖為從倫敦希斯羅機場起飛的761號航班。

#### 背景
1973年，奧林匹克航空接收了第一架波音747客機。奧林匹克航空是希臘的國家航空公司，該航空公司為其主要航線購買了波音747客機，包括雅典和紐約的直達航線。這代表大量來自美國的遊客可以不用轉機，且航空公司每個座位的成本更低。
機長是55歲的Sifis Migadis，他在奧林匹克航空工作了32年。副駕駛是Konstantinos "Kostas" Fikardos，經驗也非常豐富，他是機長Migadis的好友，在此次飛行中剛好是Migadis的「教練」。

#### 事故飛機
此飛機的航空器註冊編號為SX-OAA，被命名為「奧林匹克宙斯」是一架波音747-200。波音747-200與之前的波音747-100相比，配備了更強大的發動機，最大起飛起飛重量也更高。讓波音747如此大的飛機起飛的主要技術之一是一個高旁通比的渦輪扇發動機。1960年代後期，普惠開發了一款新的發動機，並指定JT9D為波音747提供動力；透過發動機內的水噴射系統，他能夠為飛機提供更大的推力。
1978年8月9日，奧林匹克航空411號航班預計載著418名乘客和機組人員，於下午2點於雅典起飛，直飛紐約。該飛機很重，需要160噸的燃料進行跨大西洋的飛行。該航班總重350000公斤（770,000 磅），使用JT9D-7A發動機的最大起飛重量353,000 公斤（778,000 磅）。

#### 航班事故過程
波音表示，飛機在滑行階段時，3號和4號發動機的怠速比平時更低。飛機起飛並爬升，起飛時，三號發動機意外關閉。發動機關閉的九秒後，機組人員將發動機水噴射系統的水泵關閉，因為當時機組人員將「水流」警告誤解為「水量」警告。飛機速度下降，失去高度。波音公司的調查報告中沒有提到三號發動機的爆炸和其他發動機失去動力。
兩名機長違反波音747的手冊，在飛機距離機場跑道35英尺（11公尺）時下令收起起落架。兩位機長Migadis和Fikardos利用空氣動力學來防止飛機失速墜毀，波音747的失速速度為180英里（160節；290公里/小時）。他們要保持飛機姿態水平，盡量避免轉彎，兩位機師專注於讓飛機遠離城市，並飞往無人居住的地區，以減少墜毀時人員的傷亡；當機師努力駕駛飛機時，飛航工程師專注於發動機問題。
飛機接近200英尺（61公尺）的帕尼薩山時，飛機緩慢的爬升到209英尺（64公尺），驚險的越過了帕尼薩山。之後飛機因為發動機功率不足，又下降了高度，此時速度為每小時 160 英里（140 節；260 公里/小時）。飛機持續以極低的高度飛過公寓，因為高度過低，他們甚至將一些房子屋頂的電視天線吹飛。
飛機的功率突然提升，疑似是飛行工程師將發動機的水噴射系統重新開啟，使發動機功率提升，飛機的速度提升到了每小時170英里（150節：270公里/小時），此時兩位機長努力讓飛機高度提升，並將飛機轉向大海。
Mount Aigaleo的高度在 1,539英尺（469公尺），因為極低的空速和高度，讓機組人員沒有足夠的空間執行轉彎。下午2點05分，輕微的逆風使飛機升力增加，讓飛機的高度上升，這使機長可以有足夠的空間來執行轉彎。飛機成功飛越Mount Aigaleo後，飛到海面上進行放油，最後成功返回伊立康國際機場，無人傷亡。

## 事故調查
當時希臘並沒有類似美國NTSB這類的機構，所以當時希臘請了波音來調查此事故。起初波音並不相信這起事故的發生，因為他們在模擬機中測試無數次，最終結果都是墜毀。後來發現可能是因為當時的科技不夠發達，模擬機無法模擬地面效應，該航班很可能就是因為地面效應，所以沒有墜毀。
波音表示，這起事故的主要原因是飛行工程師意外關閉了水噴射系統，導致發動機功率降低，使飛機無法正常爬升。但波音並沒有提到三號發動機意外爆炸的原因。